# 游戏发展国
《游戏发展国》（官方译为）是开罗游戏开发的一款模拟类电子游戏。游戏1997年4月在日本於Microsoft Windows平台發行。2010年10月9日，遊戲移植到了iOS和Android平台。游戏中，玩家在一个电子游戏公司进行决策，使公司壮大。游戏获得了评论家的好评，许多评论家赞赏其让人上瘾与游戏对电子游戏产业流行文化的借鉴。

## 玩法
游戏中，玩家在一个电子游戏公司进行决策，使公司创造热门游戏以获取利益。玩家能操控一系列影响游戏品质的因素，如员工的人事变动、游戏开发的方向和速度。玩家还可以使用一些道具提高员工的工作效率或改变员工工作的项目。随着游戏的进展，公司规模扩大，可以雇佣更多的工作人员，从而更容易创造品质更高的游戏。
一款游戏制作完成后会获得不同评论家评出的范围从1-10分的评分。分数通常影响游戏的销量，每周会根据游戏的销量对游戏进行排名。
当玩家制作出一款评分达到32分及以上的游戏后，游戏公司就达到了名人堂水平，從而能開發續作。

## 发行
《游戏发展国》最初于1997年4月在日本于Microsoft Windows平台发行。2010年，游戏移植到了iOS和Android平台。

## 评价
《游戏发展国》发行后收获了评论的好评。许多评论家赞赏其让人上瘾与游戏对电子游戏产业流行文化的借鉴。游戏在Metacritic获得了86%的评分。《影音俱樂部》嘉奖游戏中玩家对公司发展决策的自由度。Eurogamer的凯扎·麥當勞则称《游戏发展国》为“自己在iPhone上玩过的最棒的游戏”，他称赞了游戏的不确定性与令人上瘾的模拟玩法。《猴島小英雄系列》的开发者羅恩·吉伯特告诉《连线》称自己已对游戏上瘾。
游戏的结尾阶段遭到了一些人的批评，《口袋游戏人》认为游戏的结尾阶段太容易做出较为成功的游戏了。巨型炸弹的瑞恩·戴维斯表示，游戏的菜单風格较为老旧。但讚揚了遊戲富有魅力和令人上瘾的元素让其值得一玩。Thunderbolt认为，游戏只能吸引那些真正了解电子游戏产业的人。